# Степпенвулф (DC Comics)

Степпенвулф (англ. Steppenwolf або Степовий Вовк) — вигаданий персонаж, суперлиходій, який з'являється у всесвіті видавництва DC Comics. Він спочатку з'явився в коміксі під назвою New Gods vol.1 № 7 (лютий 1972 рік), а створений був письменником і художником Джеком Кірбі. Персонаж є представником раси Нових Богів, рідна планета яких називається Апокаліпсис. Входить до команди під назвою Еліта Дарксайда.

## Біографія
Представник раси Нових Богів, Степпенвулф (в перекладі з німецького означає «степовий вовк», або койот) є молодшим братом Хеггри і дядьком Юксеса (більш відомого під ім'ям Дарксайда). Він є учасником команди, яка іменується Еліта Дарксайда. Очолив збройні сили Апокаліпсису, після того як Юга Хан був відправлений до в'язниці під назвою Вихідна Стіна, а Хеггра прийшла до влади. Для пересування використовує Говербайк (літальний апарат, схожий з мотоциклом), який з технічної точки зору знаходиться на одному рівні з апаратом Оріона.
Степпенвулф є однією з перших жертв, яка залишилася жива після нападу Думсдея — монстра, відомого тим, що одного разу вбив Супермена. 245 000 років тому Степпенвулф супроводжував Дарксайда разом з Майстром Погрому і невеликою командою на планету Білан 5. Дана планета містить природні матеріали, які потрібні Апокаліпсису для озброєння. Примусовий шлюб між Дарксайда і принцесою планети Білан 5 добігає кінця, коли нападає Думсдей. В результаті такого нападу гине Майстер Погрому, який був буквально розірваний на шматки Думсдеєм. В цей час Дарксайд ігнорує прохання Степпенвулфа використовувати Промені Омеги і вступає в рукопашний бій з монстром. Степпенвулф бачить, що викликані ними руйнування прирекли планету і всіх, хто живе на ній. Він переміщує Дарксайда в безпечне місце і погоджується з ним в тому, що про цей випадок нікому не потрібно розповідати. Тим часом Думсдей також залишає планету Білан 5, скориставшись кораблем Апокаліпсису.
Представлений в коміксі New Gods № 7, в ретроспективних кадрах, допомагає Дарксайду вбити Авію, яка є дружиною правителя Нового Генезису, Ісайї. Але пізніше Верховний Батько знаходить і вбиває Степпенвулфа, як помста за вбивство своєї дружини, такі дії призводять до повторного розпалювання війни між Апокаліпсисом і Новим Генезисом. Пізніше Степпенвулф був відроджений Дарксайдом.
Через деякий час Степпенвулф знову з'являється, коли Містер Диво отримує богоподібну силу над життям і смертю. Його мучає Скотт Фрі за його роль у вбивстві його матері (або передбачуваної матері), і у відповідь на його вчинок він піддає його фізичним тортурам. Згодом, замість того щоб убити його, Скотт зцілює Степпенвулфа і висилає його з легіоном Дарксайда.
Він з'являється в коміксі New Gods vol. 2 № 6 у новому костюмі. Степпенвулф отримує роботу в управлінні збройними силами Дарксайда. Пізніше був помічений в битві з Флешем (Барт Аллен) і Лігою справедливості Америки. У коміксі Terror Titans № 2 Степпенвулф з'являється як лідер ради Клубу Темного Боку. Проте був швидко убитий новими Королем Часів, який почав завойовувати контроль над клубом.

### The New 52
Під час подій The New 52, які відбуваються після подій обмеженої серії Флешпоінта 2011 року, введена нова версія Землі-2 (яка є домом Товариства справедливості Америки). Степпенвулф, командуючи парадемонами, проводить масивне вторгнення на планету. В остаточному підсумку героям із Землі вдається успішно відбити напад загарбників, але Супермен, Бетмен і Чудо-жінка того світу загинули в битві. Через деякий час всі розуміють, що Степпенвулф ховається на Землі-2, а за його упіймання оголошено винагороду в розмірі $ 300 млн. Зрештою його вбиває Біззаро.
Степпенвулф також з'являється коротко у випуску Justice League в The New 52, беручи участь у тортурах Супермена на Першій Землі. Степпенвулф розглядається як помічник Дарксайда, коли він рухається атакувати Анти-Монітора.

## Здібності
Істоти з Апокаліпсису називають себе богами і живуть в царстві під назвою Четвертий Світ, який знаходиться за межами звичайного простору і часу. Їх сила генерується через їх відносну близькість до джерела енергії, яка підживлює здатності істот з Апокаліпсису.
Степпенвулф безсмертний і володіє надлюдською силою, відмінною швидкістю, витривалістю і рефлексами. Будучи дуже талановитим воєначальником, він командує збройними силами Апокаліпсису. Степпенвулф володіє різноманітною зброєю, включаючи кабельну пастку, за допомогою якої може зловити супротивника і з якої може стріляти смертельними променями. Але все ж його головною зброєю є електросокира. Він також майстер з фехтування і є грізним противником в рукопашному бою.

## Поза коміксами

### Мультсеріали
- Степпенвулф з'являється в мультсеріалі «Супермен», який виходив у період з 1996 по 2000 року, роль персонажа озвучив Шерман Говард. Степпенвулф з'являється в епізоді під назвою «Апокаліпсис», він разом з ордою парадемонів нападає на Метрополіс для пошуку Супермена.
- Степпенвулф з'явився в мультсеріалі «Ліги справедливості», роль персонажа озвучив Корі Бертон. Його можна побачити в епізоді під назвою «Сутінки».
- Степпенвулф з'являється в мультсеріалі «Бетмен: відважний і сміливий», що виходив з 2008 по 2011 рік, роль персонажа озвучив Кевін Майкл Річардсон. Він з'являється в епізоді під назвою «Поєдинок подвійних порушників» як чемпіон арени Монгула.

### Фільми
- Альтернативна версія Степпенвулфа робить мовчазних камео в повнометражному мультфільмі «Лізі справедливості: Боги і монстри».
- Степпенвулф з'явився як камео у вигляді голограми на кріптонському кораблі в розширеній версії фільму « Бетмен проти Супермена: На зорі справедливості».
- Степпенвулф з'явився у фільмі «Ліга справедливості», де його озвучив Кіаран Гайндс . За сюжетом він є головним антагоністом.[9]
- Змінена версія Степпенвулфа з'являється в режисерській версії фільму «Ліга Справедливості» . Степпенвулф — командувач армією парадемонів, який намагається спокутувати провину перед Дарксайдом .